# Stigmus pendulus
Stigmus pendulus är en stekelart som beskrevs av Georg Wolfgang Franz Panzer 1804. Stigmus pendulus ingår i släktet Stigmus, och familjen Crabronidae. Arten är reproducerande i Sverige.